# Рыкань
Рыка́нь — село в Новоусманском районе Воронежской области. Входит в состав Хреновского сельского поселения.

## География
Расположено на реке Усмань (бассейн Дона) в 10 км к востоку от Новой Усмани и в 20-25 км к востоку от Воронежа.
Автобусное сообщение с Воронежем через Новую Усмань.

## Климат
Климат умеренно континентальный. Количество осадков колеблется от 500 до 650 мм. Село располагается в лесостепной зоне.

## Население
| 1859 | 1897  | 2008 | 2010 |
| ---- | ----- | ---- | ---- |
| 1528 | ↗2439 | ↘949 | ↘847 |

## История
Основано в 1690 году. Входило в состав Воронежского уезда. Самые древнейшие поселения на территории села Рыкань относятся к катакомбному периоду эпохи бронзы (конец III и первой половины II тысячелетия до н. э.).
Некоторые краеведы связывают название села со словом «рык». Краевед Дмитрий Иванович Самбикин ещё в 1884 году записал со слов жителей предание о происхождении названия села. Предание говорит, что в давние времена в соседнем лесу водилось много диких зверей и они «рыкали», но это объяснение надо признать ненаучным. По всей видимости, название в какой-то степени связано с «усманью», словом тюркского происхождения (а возможно, иранского): у них общее окончание — «ан (ь)» — источник, колодезь на иранском языке.
Не исключено, что «рыкань» обозначает степной (полевой) родник (колодезь), в отличие от «усмани» — «источник каменистый». В селе очень распространена фамилия Минаковы. И не исключено, что далёкие предки рыканцев жили на тульских землях: она встречается в 1627 году в городе Белеве. Селение существовало во второй половине XVII века и было основано выходцами из Усмани-Собакиной. В 1746 году в нём насчитывалось 60 дворов.
В 1782 в селе Рыкань построена Архангельская церковь.
В 1782 году в селе насчитывалось уже 167 помещичьих крестьян, 193 однодворца и 22 ямщика.
Видным деятелем воронежской культуры прошлого был уроженец села Степан Васильевич Юшков (1781—1828), один из первых учителей первой воронежской школы — Главного народного училища. Он — автор пьесы «Опыт дружбы», целого ряда стихотворений, написанных в народном духе, переводчик. С 1812 года состоял штатным смотрителем уездного училища в Белгороде.
Во время Отечественной войны 1812 года в Рыкани уже 557 однодворцев, 7 войсковых обывателей и 46 ямщиков, из которых в армию взяли 19 человек. А через 53 года в селе — 186 дворов, в которых проживали 1529 человек, а уже в 1900 году было 402 двора, 2583 жителя, 4516 десятин надельной земли, церковь, одно общественное здание, земская и церковно-приходская школы, водяная мельница, 6 кузниц, 6 кирпичных заводов, 6 мелочных лавок, трактир, 3 чайные лавки.
В период революции 1905—1907 годов жители Рыкани приняли активное участие в революционном движении. Организаторы революционного выступления Трифон Иванович Попов, Ефим Васильевич Минаков были сосланы в город Пинегу Архангельской губернии, где находились вплоть до Февральской революции. Оставшиеся участники выступления установили позже связь с ЦК РСДРП и газетой «Правда», которая довольно часто на своих страницах сообщала о жизни села.
Вернувшись из ссылки Попов, Минаков, Михайлов в ноябре 1917 года создали в селе партийную организацию и в своём письме в ЦК партии указали, что «единственной должна быть власть в Российской республике только Советов рабочих, солдатских и крестьянских депутатов — истинных выразителей революционной власти». 31 декабря 1917 года рыканские коммунисты написали письмо В. И. Ленину, в котором говорилось, что «в настоящее время, пользуясь Вашими указаниями, вся земля, весь живой и мёртвый инвентарь у помещиков взят нами в учёт. Будем руководствоваться Вашими указаниями, то есть всё взятое держать под строгим контролем. И всё, что будет мешать революции, будем стирать в порошок».
24 января 1918 года Рыканский большевистский комитет сообщил в секретариат ЦК, что здешняя парторганизация насчитывает 22 члена и что сельское «население, можно сказать, почти все большевики».
А 1 января 1918 года создана Рыканская волость.
В начале февраля на заседании Рыканского волостного Совета крестьянских депутатов в присутствии 27 человек было принято постановление об организации отделов — исполнительного, земельного, продовольственного, попечительского, судебного и культурно-просветительского. В одном из документов 25 мая 1918 года отмечалось, что в Рыкани существует партийный комитет и что парторганизация насчитывает более 180 человек.
В то время на южных рубежах Воронежской губернии сложилась довольно напряжённая обстановка, вызванная выступлением генерала Краснова и наступлением немецких войск на Украине. 19 февраля 1918 года секретариат ЦК партии написал письмо рыканским коммунистам, в котором спросил у них: не смогут ли они создать у себя «группу Красной социалистической армии» для защиты завоеваний революции? В ответ на запрос рыканцы ответили, что они смогут это сделать. После изгнания белых, как вспоминала Заслуженная учительница РСФСР Анна Васильевна Шапошникова, в селе существовал женский актив, в состав которого входило две учительницы и четыре крестьянки — жены сельских коммунистов. Они заботились о десяти детях-сиротах, живших в крестьянских семьях, для которых они собирали у населения холст, продукты питания. Дети находились в крестьянских семьях до весны 1921 года, когда для них был открыт детский дом.
На заседание уездного комитета 1922 года принято решение об организации в сёлах сельскохозяйственных кооперативов-артелей, для чего были назначены специальные инструктора. В Рыканскую волость был послан Шерстюков, который 2 октября 1922 года создал артель «Чернорабочий хлебороб». Важнейшей задачей жителей села стали ликвидация последствий посевной кампании 1922 года. С нею рыканцы справились: 18 мая газета «Воронежская коммуна» отменила, что состояние посевов в Рыканской волости, исходя из пятибалльной системы, было следующим: озимые — 4, яровые — 3, травы — 4.
В 1929 году в Рыкани организуют колхоз «Борьба», первым председателем которого стал П. Ф. Минаков. Позднее были созданы колхозы «Красная поляна» и имени 1 Мая.

## Культура
С 2016 г. проводится популярный караоке-фестиваль «Пуэрто-Рыкано». Где, наряду с основными участниками, свои силы в исполнительском искусстве могут попробовать гости и зрители. Трое, набравшие наибольшее количество зрительских жетонов, включаются в основной состав участников Пуэрто-Рыкано и поощряются ценными призами.

## Достопримечательности
- Церковь Михаила Архангела[7]

## Известные люди
- В селе родился Герой Советского Союза Василий Худяков.